# Belleville-sur-Meuse
Belleville-sur-Meuse település Franciaországban, Meuse megyében. Lakosainak száma 3023 fő (2022. január 1.). Belleville-sur-Meuse Verdun, Bras-sur-Meuse, Charny-sur-Meuse, Fleury-devant-Douaumont és Thierville-sur-Meuse községekkel határos.

## Népesség
A település népességének változása:
| Lakosok száma | 3408 | 2729 | 3163 | 3058 | 3177 | 3128 | 3092 | 3040 | 3020 | 3023 |
|               | 1968 | 1982 | 1990 | 2006 | 2013 | 2015 | 2017 | 2019 | 2020 | 2022 |